# Hédé-Bazouges
Hédé-Bazouges är en kommun i departementet Ille-et-Vilaine i regionen Bretagne i nordvästra Frankrike. Kommunen ligger i kantonen Hédé som tillhör arrondissementet Rennes. År 2022 hade Hédé 2 273 invånare.

## Befolkningsutveckling
Antalet invånare i kommunen Hédé
Referens:INSEE